# Биотички фактори
Биотички фактори су једна од три основне групе на које можемо поделити еколошке факторе. То су резултати узајамног деловања живих бића.

## Уопштено
Све биљке и животиње на своме станишту, поред абиотичких фактора средине, условљене су и међусобним односима који су веома комплексни и разноврсни. Ови утицаји који долазе од живих бића називају се биотички фактори средине. Дијеле се на три основне групе:
- Узајамни утицаји између организама,
- Узајамни утицаји човјека и
- Утицаји живих бића на спољашњу средину

Ти односи се могу манифестовати кроз мноштво дејстава биљака на биљке, животиња на животиње, биљака на животиње, животиња на биљке и узајамни односи биљака и животиња. 
Узајамни утицаји између организама, кроз односе исхране, представљају најважније и најсложеније односе који владају у екосистему. Поред односа исхране између живих бића, у биоценози се остварују специфични односи који су везани за становање, размножавање, расијавање или расељавање чланова животне заједнице. Дјеловање човјека на живи и неживи свијет у природи издваја се као посебан антропогени еколошки фактор. 

Утицај живих бића на спољашњу неживу средину у природи је сталан. Сав кисеоник, и највећи дио угљен-диоксида у атмосфери и води, потиче од живих организама који граде ланце исхране (произвођачи, потрошачи и разлагачи). Неке кречњачке стијене настале су вијековима  таложењем љуштурица морских и океанских организама. Захваљујући дјеловању зелених дрвенастих биљака које су живјеле у далекој прошлости, настале су наслаге угља, лежишта нафте и природног гаса. 

Биљке на свом станишту могу дјеловати једна на другу, посредно и непосредно. Најбољи примјер за непосредно дјеловање између биљака представља симбиоза и паразитизам. Један од најраспрострањенијих облика симбиозе код биљака је појава микоризе, која представља један облик мутуализма између извјесних гљива и великог броја виших биљака, од које оба организма имају корист, а неспособни су да живе одвојено. Као најинтимнији облик мутуализма који се остварује између биљних врста, представљају лишајеви, гдје се увијек остварује симбиоза између гљиве и једноћелијске алге. У случају паразитизма имамо појаву једностране користи коју паразитска биљка извлачи из свог домаћина који трпи штету, а може бити и потпуно уништен. 
Између животиња и биљака постоје многобројни и веома сложени односи. Исхрана свих животиња, без изузетака, заснива се на биљкама. Без биљака не би био могућ опстанак животињских врста. Са друге стране, биљке служе многим животињама као мјесто за становање (дрвеће и шупљине дрвећа) и извор хране (сапрофит, паразити, карниворе). Животиње могу на биљке и биљне заједнице дјеловати непосредно (опрашивање, распростирање сјемена и плодова) и посредно (утицај животиња на земљиште, претјерано размножавање штетних инсеката). Међу животињама постоје узајамни односи који се најјасније огледају кроз ланце исхране, симбиозе, коменсализме (у тој вези један организам има корист, а други је неутралан) и паразитизам.